# William V. Ranous
William V. Ranous (New York, 12 marzo 1857 – Santa Monica, 1º aprile 1915) è stato un regista e attore statunitense.

## Biografia
Nel 1907 si unì alla Vitagraph Company recitando in numerosi adattamenti da Shakespeare e da altri autori classici. Nella Vitagraph fu anche regista: il primo film diretto da lui si intitolava The Spy ed era un film drammatico ambientato ai tempi della guerra civile americana. Diresse numerose volte in co-regia prima insieme a James Stuart Blackton e in seguito con Maurice Costello.
Tra il 1907 e il 1915 recitò in 57 film e ne diresse 28 tra il 1907 e il 1913. Nel 1908, fu anche produttore di Julius Caesar, un adattamento cinematografico della tragedia di Shakespeare e firmò anche una sceneggiatura. La sua carriera registica declinò rapidamente: l'ultima sua regia risale al 1913. Per qualche anno continuò a recitare, ma in ruoli sempre minori in commedie di scarso rilievo. Morì nel 1915 mentre recitava nel suo ultimo film, Little Partner.

## Filmografia
La filmografia è completa. Quando manca il nome del regista, questo non viene riportato nei titoli

### Attore
- The Haunted Hotel, regia di James Stuart Blackton (1907)
- The Easterner (o A Tale of the West), regia di James Stuart Blackton (1907)
- Francesca da Rimini (o The Two Brothers), regia di James Stuart Blackton (1908)
- Othello, regia di William V. Ranous (1908)
- Macbeth, regia di James Stuart Blackton (1908)
- The Gentleman Burglar, regia di Edwin S. Porter (1908)
- Skinner's Finish, regia di Edwin S. Porter (1908)
- Romeo and Juliet, regia di James Stuart Blackton (1908)
- The Face on the Bar-Room Floor, regia di Edwin S. Porter (1908)
- Life's a Game of Cards, regia di Edwin S. Porter (1908)
- The Discoverers: A Grand Historical Pageant Picturing the Discovery and Founding of New France, Canada, regia di J. Stuart Blackton (1908)
- Western Courtship: A Love Story of Arizona, regia di J. Stuart Blackton (1908)
- Richard III co-regia James Stuart Blackton e William V. Ranous (1908)
- Antony and Cleopatra, regia di J. Stuart Blackton, Charles Kent (1908)
- She, regia di Edwin S. Porter (1908)
- Julius Caesar, regia di James Stuart Blackton e William V. Ranous (1908)
- The Merchant of Venice, regia di James Stuart Blackton (1908)
- Saul and David, regia di J. Stuart Blackton (1909)
- King Lear, regia di William V. Ranous e James Stuart Blackton) (1909)
- Les Miserables (Part I) (1909)
- Les misérables (Part II), regia di Van Dyke Brooke (1909)
- Les misérables (Part III), regia di Van Dyke Brooke (1909)
- Hiawatha, regia di William V. Ranous (1909)
- Love's Stratagem, regia di Harry Solter (1909)
- Les Misérables, regia di J. Stuart Blackton (1909)
- A Midsummer Night's Dream, regia di Charles Kent e James Stuart Blackton (1909)
- A Self-Made Hero, regia di Harry Solter (1910)
- The New Magdalene, regia di Joseph A. Golden - cortometraggio (1910)
- Vanity Fair, regia di Charles Kent (1911)
- The Life of Buffalo Bill, regia di Paul Panzer (1912)
- The Serpents, regia di Charles L. Gaskill e Ralph Ince (1912)
- Yellow Bird, regia di William V. Ranous (1912)
- Sue Simpkins' Ambition, regia di Ralph Ince (1912)
- The Little Minister, regia di James Young (1913)
- Getting Up a Practice, regia di Maurice Costello e William V. Ranous (1913)
- The Mystery of the Stolen Child, regia di Maurice Costello e William V. Ranous (1913)
- Mr. Mintern's Misadventures, regia di Maurice Costello e William V. Ranous (1913)
- The Wrath of Osaka, regia di Maurice Costello e William V. Ranous (1913)
- The White Slave; or, The Octoroon, regia di James Young (1913)
- Delayed Proposals, regia di James Young (1913)
- Jack's Chrysanthemum, regia di Maurice Costello e William V. Ranous (1913)
- The Spirit of the Orient, regia di Maurice Costello (1913)
- The Taming of Betty, regia di Maurice Costello (1913)
- A Faithful Servant, regia di Maurice Costello (1913)
- The Joys of a Jealous Wife, regia di Maurice Costello (1913)
- A Maid of Mandalay, regia di Maurice Costello (1913)
- The Lonely Princess, regia di Maurice Costello (1913)
- Cupid Versus Women's Rights, regia di Maurice Costello (1913)
- The Hindoo Charm, regia di Maurice Costello (1913)
- Extremities, regia di Maurice Costello (1913)
- The Perplexed Bridegroom, regia di Maurice Costello (1914)
- Maria's Sacrifice, regia di William Humphrey (1914)
- Bread Upon the Waters, regia di Wilfrid North (1914)
- The Locked House, regia di George D. Baker (1914)
- David Garrick, regia di James Young (1914)
- The Upper Hand, regia di William Humphrey (1914)
- The Little Angel of Canyon Creek di Rollin S. Sturgeon (1914)
- Love Will Out, regia di Ulysses Davis (1914)
- The Chalice of Courage, regia di Rollin S. Sturgeon (1915)
- An Intercepted Vengeance, regia di Ulysses Davis (1915)
- Little Partner, regia di William Worthington (1916)

### Regista
- The Spy: A Romantic Story of the Civil War (1907)
- Bargain Fiend; or, Shopping à la Mode (1907)
- Man, Hat and Cocktail, a New Drink, But an Old Joke (1907)
- Othello (1908)
- Richard III co-regia James Stuart Blackton (1908)
- Julius Caesar co-regia James Stuart Blackton (1908)
- King Lear co-regia James Stuart Blackton (1909)
- Hiawatha (1909)
- Heroes of the Mutiny - cortometraggio (1911)
- The Voiceless Message (1911)
- Saving the Special (1911)
- An Eventful Elopement (1912)
- Yellow Bird (1912)
- At the Eleventh Hour (1912)
- The Heart of Esmeralda (1912)
- Tommy's Sister (1912)
- The Higher Mercy (1912)
- The Hindoo's Curse (1912)
- Poet and Peasant (1912)
- The One Good Turn (1912)
- The Skull (1913)
- The Way Out co-regia Maurice Costello (1913)
- Getting Up a Practice co-regia Maurice Costello (1913)
- Alixe; or, The Test of Friendship (1913)
- The Mystery of the Stolen Child co-regia Maurice Costello (1913)
- Mr. Mintern's Misadventures co-regia Maurice Costello (1913)
- The Mystery of the Stolen Jewels co-regia Maurice Costello (1913)
- The Wrath of Osaka co-regia Maurice Costello (1913)
- Jack's Chrysanthemum co-regia Maurice Costello (1913)

### Sceneggiatore
- Yellow Bird, regia di William V. Ranous (1912)

### Produttore
- Julius Caesar, regia di James Stuart Blackton e William V. Ranous (1908)